# چرخند شبه‌حاره‌ای مدیترانه
به توفندی که بر روی دریای مدیترانه تشکیل شود، چرخند شبه‌حاره‌ای مدیترانه‌ای، توفند مدیترانه‌ای یا مدیکین (به انگلیسی: Mediterranean tropical cyclones یا Medicane) می‌گویند.

## نگارخانه

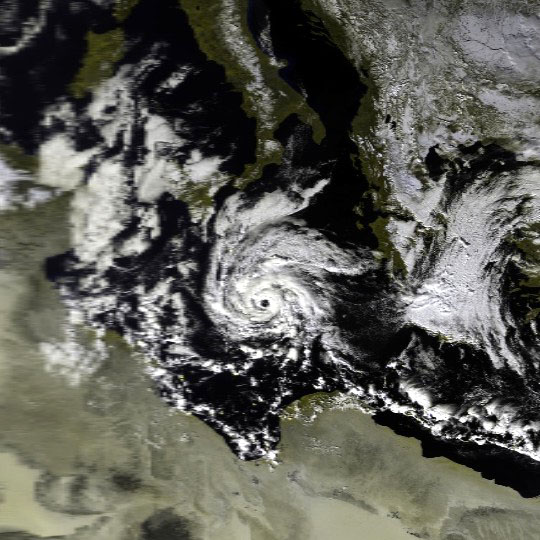
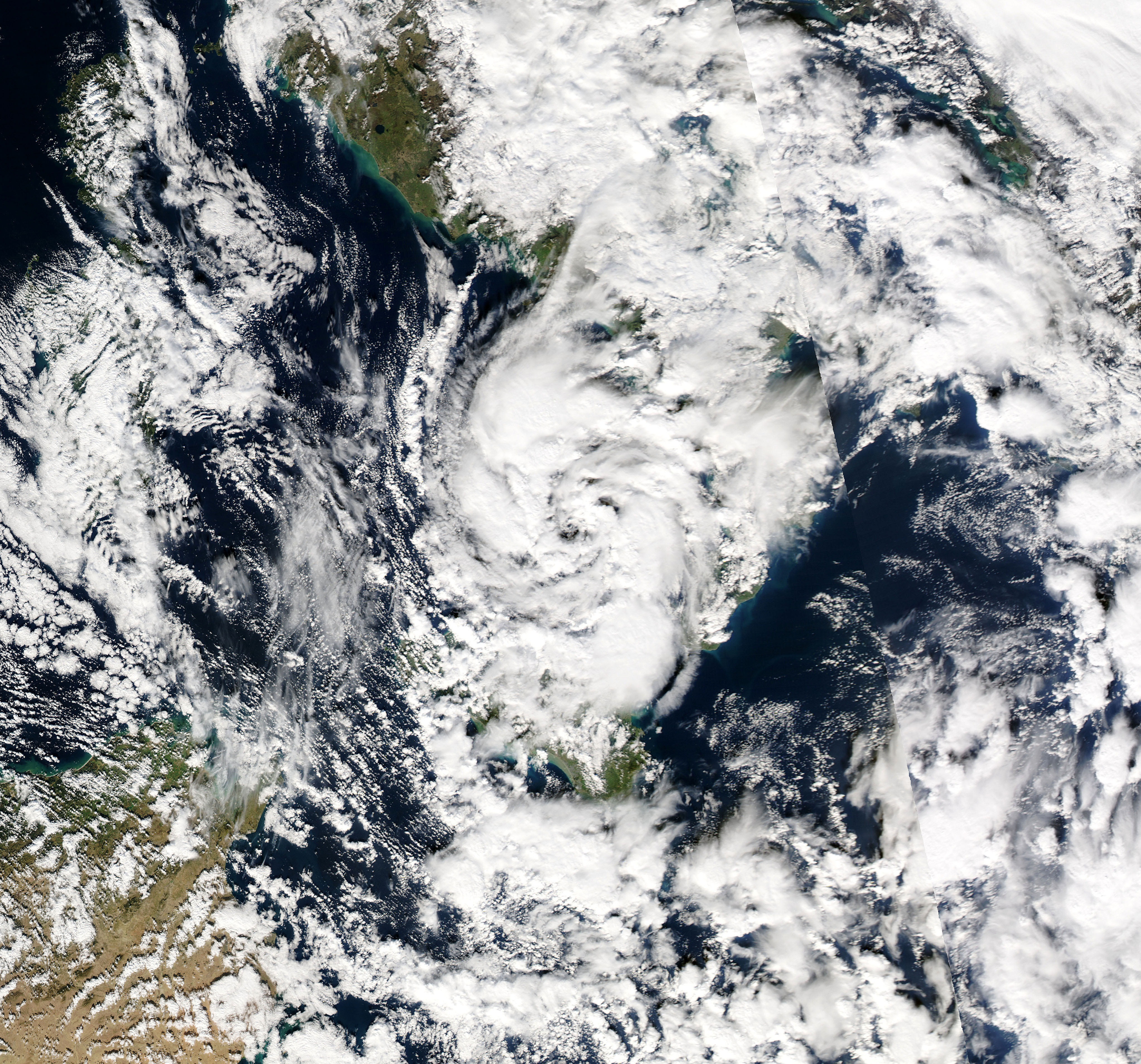
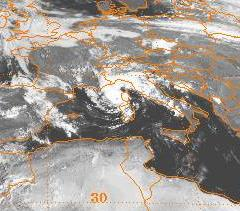
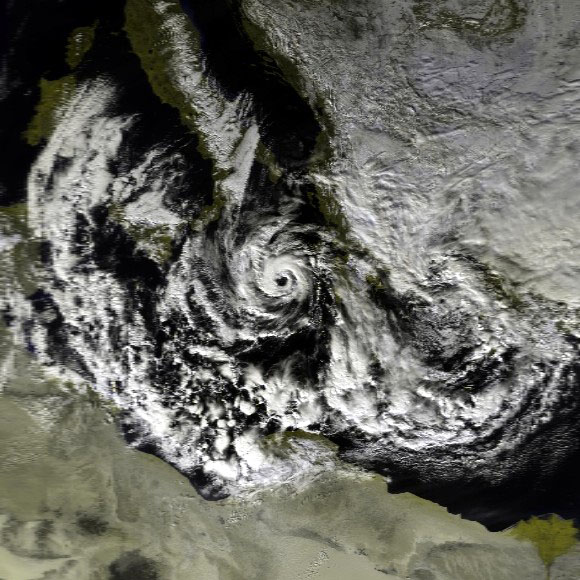